# Хон Су Хван
Хон Су Хван (кор. 홍수환; род. 26 мая 1950, Сеул) — южнокорейский боксёр, представитель легчайших весовых категорий. Выступал на профессиональном уровне в период 1969—1980 годов, владел титулами чемпиона мира по версии WBA в легчайшем и втором легчайшем весах.

## Биография
Хон Су Хван родился 26 мая 1950 года в Сеуле, Южная Корея.
Дебютировал в боксе на профессиональном уровне в мае 1969 года, при этом первый его бой закончился ничьей. Затем одержал несколько побед, но в июне 1970 года потерпел первое в карьере поражение — в Японии боксировал с местным опытным боксёром Усивакамару Харадой и уступил ему по очкам.
В сентябре 1971 года завоевал титул чемпиона Южной Кореи в легчайшей весовой категории, который впоследствии сумел защитить три раза.
В 1972 году стал чемпионом Восточной и тихоокеанской боксёрской федерации (OPBF) и затем в течение достаточно длительного времени удерживал этот пояс, проведя несколько успешных защит.
Благодаря череде удачных выступлений в 1974 году Хон удостоился права оспорить титул чемпиона мира в легчайшем весе по версии Всемирной боксёрской ассоциации (WBA), который на тот момент принадлежал южноафриканцу Арнольду Тейлору. На протяжении поединка Хон трижды отправлял Тейлора в нокдаун, но тот всё же продержался все 15 раундов и проиграл единогласным судейским решением. Помимо титула чемпиона мира WBA, корейский боксёр также получил в этом бою статус линейного чемпиона и чемпиона по версии журнала «Ринг».
Хон Су Хван один раз защитил полученный чемпионский пояс. В рамках второй защиты в 1975 году отправился боксировать в США с непобеждённым мексиканцем Альфонсо Саморой — в итоге Самора нокаутировал корейца в четвёртом раунде и забрал чемпионский пояс себе.
Несмотря на проигрыш, Хон продолжил активно выходить на ринг, одержал несколько побед в рейтинговых поединках, вернул себе титул чемпиона OPBF и в октябре 1976 года вновь встретился с Альфонсо Саморой — на сей раз проиграл ему техническим нокаутом в двенадцатом раунде.
После этого поражения поднялся во вторую легчайшую весовую категорию, где победил нескольких крепких соперников, в том числе взял верх по очкам над опытным соотечественником Ём Дон Гюном. В 1977 году завоевал введённый в этом дивизионе титул чемпиона мира WBA, отправив в нокаут непобеждённого панамца Эктора Карраскилью. Позже в рамках первой защиты титула выиграл по очкам у непобеждённого японца Ю Касахары, но во время второй защиты лишился пояса, потерпев поражение техническим нокаутом от колумбийца Рикардо Кардоны.
Последний раз боксировал на профессиональном уровне в декабре 1980 года, матч-реванш против Ём Дон Гюна на сей раз закончился ничьей. В общей сложности Хон провёл на профи-ринге 50 боёв, из них 41 выиграл (в том числе 14 досрочно), 5 проиграл, тогда как в четырёх случаях была зафиксирована ничья.